# Гетто в Бжозуве
Гетто в Бжозуве — еврейское гетто, созданное нацистами в период оккупации Польши во время Второй мировой войны в городе Бжозуве. Существовало со второй половины 1941 года по 10 августа 1942 года.
В сентябре 1939 года, в первые дни оккупации города немецкие войска расстреляли около 300 местных жителей. Гетто в Бжозуве было создано во второй половине 1941 года. В него были согнаны не только жители города, но и окрестных деревень. Его узникам помогало отделение еврейской организации взаимопомощи Judische Unterstutzung-Stelle.

## Ликвидация гетто
10 августа 1942 года большая часть жителей гетто, около 800 человек, включая женщин, стариков и детей, были расстреляны нацистами в пригородном лесу. По другой информации, немецкие подразделения согнали на местный стадион евреев из гетто, близлежащих окрестностей и Кросно. Образовавшуюся группу из около 1400 евреев разделили по полу и возрасту, пообещав, что их отправят на полевые работы. В лесу под Бжозувом их раздели догола и приказали лечь вдоль заранее вырытой ямы. Нацисты убили взрослых выстрелами в голову, а детей — закололи штыками.
Оставшихся в живых узников гетто Бжозува перевезли в Ивонич, а затем — в лагерь смерти «Белжец».